# Sacro Regio Consiglio del Regno di Sicilia
Il Sacro Regio Consiglio del Regno di Sicilia è stato un organo collegiale di governo, di carattere esecutivo e giudiziario, del Regno di Sicilia.

## Storia
Nei primi anni del Quattrocento, essendo Re di Sicilia Martino I il Giovane, si diede corso ad una nuova fase di produzione legislativa in cui il Parlamento promulgò degli atti legislativi, chiamati "Capitoli", che vennero approvati dalla Corona; fu proprio nel corso di questa fase politica che si concepì una sorta di "consiglio esecutivo", formato dai più importanti magistrati del Regno siciliano, che sarebbe diventato "Sacro Regio Consiglio" alcuni decenni dopo, ereditando parte dei poteri e delle funzioni un tempo spettanti alla Magna Curia.
Sotto la Dinastia Trastámara, e in modo particolare con Re Giovanni I di Sicilia, divenne un organo deputato a gestire il governo dell'Isola e a coordinare in maniera verticistica tutte le Magistrature dello Stato siciliano, civili, penali, ecclesiastiche, amministrative e contabili. In questi due ultimi ambiti (amministrativo e contabile) collaborava con la Deputazione del Regno.
Venne definitivamente abolito dalla Costituzione siciliana del 1812.

## Composizione e funzioni
Aveva un numero complessivo di 27 componenti: il Protonotaro del Regno, il Consultore e il Conservatore a cui si aggiungevano altresì tutte le cariche di vertice della Magistratura siciliana. 
I sacri regi Consiglieri erano esclusivamente regnicoli siciliani, l'organo attorniava e condizionava il Viceré (che ne presiedeva le adunanze) nelle decisioni di ogni giorno riguardanti l'amministrazione dello Stato siciliano.
In buona sostanza esercitava contemporaneamente il potere esecutivo e il potere giudiziario nel Regno di Sicilia in una fase storica in cui non era stata ancora teorizzata e messa in pratica la separazione dei tre poteri dello Stato.
Il Sacro Regio Consiglio (insieme al Viceré e al Capitano Generale delle Milizie, delle Fortezze e della Flotta) emanava le Prammatiche ed i dispacci, cioè le leggi siciliane; in particolare quelle di finanziarie e tributarie dovevano passare al vaglio della Deputazione del Regno e infine del Parlamento siciliano che poteva approvarle, modificarle o respingerle.

## Considerazioni storico-politiche
A partire dalla seconda metà del Quattrocento il Regno di Sicilia era confluito nella confederazione di Stati sui quali regnava la Corona d'Aragona. Questo comportò la perdita della propria autonomia nella gestione della politica estera e militare, la mancanza di un sovrano siciliano e l'assenza di una Corte propria. 
Tuttavia, l'attribuzione dei poteri politici, amministrativi, tributari, finanziari ed ecclesiastici, al Sacro Regio Consiglio, alla Deputazione del Regno e soprattutto al Parlamento siciliano, garantì una totale indipendenza nella politica interna e risparmiarono sempre alla Sicilia ogni forma di sfruttamento coloniale esterno.